# Мікі Дінс
Мікі Дінс (англ. Mickey Deans; 24 вересня 1934, Гарфілд — 11 липня 2003, Клівленд) — піаніст, менеджер, п'ятий і останній чоловік Джуді Ґарленд.
Майкл ДеВінко народився 1934 року. У 1950-1960-х роках він працював джазовим піаністом у популярному нью-йоркському нічному клубі Jilly's на 52-й вулиці. Він також регулярно виступав у Лос-Анджелесі, Ріно, Маямі та на Віргінських островах.
Познайомився з Джуді Гарленд у 1967 році, коли доставляв наркотики в її готельний номер у Нью-Йорку.
Вони одружилися 15 березня 1969 року в Лондоні. Після церемонії Гарланд прокоментувала свої стосунки з ним: Це все. Вперше в житті я по-справжньому щаслива. Я нарешті кохана. Через три місяці Дінс знайшов свою дружину мертвою на підлозі ванної кімнати в орендованому будинку в лондонському районі Челсі. Причиною її смерті стало випадкове передозування барбітуратами.
Після смерті дружини за допомогою Енн Пінчот він написав біографію «Weep No More, My Lady», в якій описав своє життя до знайомства з Гарленд і тривалість їхніх стосунків. Книга Дінса була опублікована в 1972 році видавництвом Hawthorn Books, а в м'якій палітурці видавництвом Pyramid Books.
Після смерті Гарленд був асистентом продюсера водевільного шоу Роя Редіна. Пізніше він переїхав до Клівленда, де відкрив парк розваг з екскурсіями по будинках з привидами.
Останні роки свого життя він провів вдома в передмісті Клівленда, де й помер 11 липня 2003 року від застійної серцевої недостатності. Йому було 68 років. Його тіло було кремовано, а прах роздано родині та друзям.